# Prix littéraires du Gouverneur général 1958
Liste des Prix littéraires du Gouverneur général pour 1958, chacun suivi du gagnant.

## Anglais
- Prix du Gouverneur général : romans et nouvelles de langue anglaise : Colin McDougall, Execution.
- Prix du Gouverneur général : poésie ou théâtre de langue anglaise : James Reaney, A Suit of Nettles.
- Prix du Gouverneur général : études et essais de langue anglaise : Pierre Berton, Klondike et Joyce Hemlow, The History of Fanny Burney.
- Prix du Gouverneur général : littérature jeunesse de langue anglaise - texte : Edith L. Sharp, Nkwala.